# Mueller Water Products
Mueller Water Products ist ein börsennotiertes US-amerikanisches Unternehmen mit etwa 4200 Beschäftigten. Das Geschäft ist auf die beiden Konzerntöchter Mueller Co. (Hydranten, Ventile, Wasseruhren, Lecksuchgeräte, Leitungszustandsüberwachung, Messsysteme, Gewindeschneidemaschinen und -werkzeug) und Anvil International aufgeteilt. Anvil stellt Ventile, Fittinge, Aufhängungssystem, Überzüge und anderes Zubehör für Rohr- und Leitungssysteme her. Mueller Co. bezeichnet sich selber als Marktführer für Wasser-Infrastruktur in den USA und Kanada.

## Geschichte
Mueller Water Products wurde als Unternehmen in seiner heutigen Form am 22. September 2005 gegründet, als die Jim Walter Corporation die von ihr 1969 erworbene U.S. Pipe und die 2005 erworbenen Mueller Co. und Anvil International zur Mueller Water Products vereinigte. Das neue Unternehmen wurde dann als börsennotierte Mueller Water Products, Inc. im Jahr 2006 an der Börse eingeführt und verlegte seinen Unternehmenssitz vom Stammsitz in Decatur in Illinois nach Atlanta in Georgia. Zunächst betrieben Mueller Water Products drei eigenständige Geschäftseinheiten-Mueller Co., Anvil International und U.S. Pipe. Im Jahr 2012 veräußerte Mueller Water Products U.S. Pipe an Wynnchurch Capital Ltd. und behielt nur die Geschäftseinheit für Ventile und Hydranten, die sie unter dem Mueller Co. führt.
Das Unternehmen führt die Geschichte seiner Geschäftsbereiche, Marken und Tochtergesellschaften bis ins Jahr 1850 zurück:
1850 hatte Frederick Grinnell (1836–1905) eine Mehrheitsbeteiligung an Providence Steam and Gas Pipe erworben, dem Vorläufer von Anvil International. Aus der Fusion von Providence Steam and Gas Pipe mit mehreren Sprinkleranlagen-Herstellern aus New York und Ohio entstand 1892 die General Fire Extinguisher Company. Grinnell wurde Präsident des neuen Unternehmens. Im Jahr 1919 wurde das Unternehmen zu Ehren des 1905 verstorbenen Präsident des Unternehmens in Grinnell Co. umbenannt. Grinnell Co. wurde im Jahr 2000 in Anvil International umbenannt.
Im Jahr 1857 hatte der deutschstämmige Immigrant Hieronymus Mueller (1832–1900) in Decatur (Illinois) die Decatur Plumbing and Heating Company gegründet, in der er auch Nähmaschinen und Waffen reparierte. Später verkaufte er das Unternehmen und gründete die Mueller Company, aus der auch Mueller-Systeme hervorging. Hieronymus Mueller wurde 1871 der erste Verantwortliche für die Wasserversorgung der Stadt Decatur. 1872 patentierte er eine Gewindeschneidmaschine für Wasser- und Gasrohre, deren Prinzip noch heute Gültigkeit hat. 1913 lieferte Mueller & Co. 95 große Ventile zum Schutz der Schleusentore im Panama-Kanal.
Die U.S. Pipe war 1899 als Zusammenschluss von zwölf Unternehmen unter dem Namen United States Cast Iron Pipe and Foundry Company entstanden; 1929 wurde der Name auf U.S. Pipe geändert.